# Si hubiera espinas
Si hubiera espinas es una novela de V. C. Andrews, que se publicó en 1981. Es el tercer libro de la Serie Dollanganger. La historia tiene lugar en el año 1982. La adaptación al cine fue llevada a cabo por el canal Lifetime y se estrenó el 5 de abril de 2015.

## Argumento
El libro está narrado por dos medio hermanos (hermanos uterinos), Jory y Bart Sheffield. Jory es un chico talentoso y guapo, de catorce años de edad, que quiere seguir, como su madre Cathy, la carrera de bailarín de ballet; mientras que Bart, con nueve años de edad, menos atractivo y más torpe que su hermano, se siente opacado por él. Entre tanto, los hermanos Cathy y Christopher viven juntos como marido y mujer. 
Para ocultar su historia, le dicen a Bart y a Jory, y a todos los que conocen, que Christopher era el hermano menor de Paul. Cathy y Christopher tienen una relación apasionada, lo cual es conocido por Jory que ha sido testigo accidental de encuentros entre ellos. Cuanto más se pelean, más se consolida el afecto entre ellos.

### El desarrollo de la trama
Cathy es una madre cariñosa con sus hijos, pero muestra cierto favoritismo hacia Jory, debido a que éste es mucho más cariñoso que Bart, además de ser bailarín. Como no puede tener más hijos, Cathy adopta a Cindy, de dos años de edad, hija de una de sus antiguas estudiantes de baile, quien falleció tras un terrible accidente que la dejó paralítica. Cathy anhelaba tener una niña. Inicialmente en contra de ella, Christopher acepta y termina queriendo a la niña al igual que Jory, pero a diferencia de Bart, que está muy molesto y celoso de Cindy. A partir de ese momento Jory y Cindy reciben mucha atención. Bart se ve atraído por una rica anciana que hace poco se convirtió en su vecina, que lo invita a comer galletas, helado y muchas otras golosinas y lo anima a llamarla su "abuela", y Bart, en busca de afecto y atención cede a su invitación. 
A Jory le intriga el que Bart haya ido a visitar tantas veces a la anciana, y piensa que ésta es la razón de los cambios de personalidad de Bart, y va a la casa de al lado, justo cuando la anciana está tratando de explicarle que ella es en realidad su abuela. Jory inicialmente no le cree, y la evita a toda costa. La anciana y Bart, por otro lado, pronto desarrollan una amistad cariñosa, y la mujer hace todo lo posible para dar a Bart lo que quiera, incluyendo un "cachorro-pony" llamado Apple. Esto porque el sueño de Bart había sido siempre un pony, pero al negárselo la anciana, diciendo que el olor de un pony la delataría cuando él regresase a su casa, le regala un perro San Bernardo, siempre y cuando Bart se comprometa a mantener sus obsequios —y su relación— en secreto de su madre.

### El mayordomo
Su mayordomo, John Amos, también parece hacerse amigo de Bart, pero pronto comienza a llenar la mente de Bart con historias sobre la naturaleza pecaminosa de la mujer. John Amos le revela que la anciana es en realidad abuela de Bart, y le da su nombre completo: Corrine Foxworth. Él también da a Bart un diario perteneciente al bisabuelo biológico de Bart, Malcolm Foxworth, alegando que este diario le ayudará a Bart a ser tan poderoso y exitoso como ese hombre. Bart está envuelto por el diario y comienza a fingir que es su bisabuelo, que odiaba a las mujeres y estaba obsesionado con su degradación. Bart se vuelve sumamente violento hacia sus padres, hermanos y Emma, una vieja amiga de Cathy que interpretaba en rol de ama de llaves; patea a Jory en el estómago y le corta el cabello a Cindy, e incluso intenta ahogar a Cindy en su piscina de bebé una vez. 
La familia de Bart se da cuenta del cambio en el niño, pero solo Jory sospecha que los cambios se deben a la misteriosa mujer de al lado. Al mismo tiempo, Jory comienza a sospechar de la relación de sus padres. Aunque sorprendido por su amor, que él describe como intenso, se da cuenta de que se parecen entre sí y se pregunta por qué su madre se casaría con Paul, que era mucho mayor, antes que con Christopher.

### El odio
Después de que Bart, mientras estaba en el patio interpretando una de sus múltiples personalidades de juego, raíz de su soledad al no tener otros niños con quien jugar, se lastima gravemente una pierna, lo ingresan en el hospital y casi muere días antes de su cumpleaños, para el cual tenían planeado un viaje a Disney que obviamente tienen que suspender, dándole a Bart otra razón para odiar a sus padres, Jory finalmente le habla a Chris acerca de sus sospechas sobre la señora de al lado. Chris va a la casa de al lado para enfrentarse a ella y descubre que la mujer es su madre, que le ruega que le quiera y perdone por hacer de su niñez y la de Cathy un lugar oscuro. Chris es indiferente a sus súplicas y le ordena que se mantenga alejado de él, Cathy y los niños, en especial de Bart. 
Sin embargo, decide no contarle a Cathy nada de esto para evitar problemas. Al mismo tiempo, Cathy se lesiona en un accidente de ballet y le dicen que nunca podrá volver a bailar. Desde su silla, comienza a escribir  la historia de su vida Bart hurta páginas manuscritas de su madre y se enfurece al saber la verdad sobre sus padres: Cathy y Christopher son hermano y hermana, y su "abuela" los había encerrado en un ático durante años, alimentándolos de veneno para ganar una herencia. La noticia hace que Bart se aferre a la única persona que aún no ha mentido: John Amos. Bart llama con orgullo a sus padres "los pecadores" y los "engendros del diablo". Jory se entera de la verdad cuando visita a su abuela paterna y se enfrenta a Cathy sobre su relación con "su hermano Christopher". Jory se siente sorprendido y disgustado, pero pronto los perdona cuando se entera de su trágico pasado.

### El enfrentamiento
Cathy finalmente se entera de la mujer de al lado cuando Bart dice que la mujer le da todo lo que quiere, y ella va a hacer frente a la mujer. La anciana trata de ocultar su identidad, pero Cathy reconoce su voz y, a continuación, se da cuenta del collar de perlas de la mujer, que es el que su madre siempre usaba. Ella admite que es la madre de Cathy. Ella expresa remordimientos por sus crímenes contra Cathy, Christopher y los gemelos, y le pide a Cathy perdonarla y amarla a su vez. Cathy se enfurece y la ataca. Antes de que pueda asaltar a cabo, John Amos, Cathy y Corrine quedan inconscientes. Trabajando a las órdenes de John Amos, Bart, que ahora cree que él está poseído por el espíritu vengativo de su bisabuelo, ayuda a bloquear a Cathy y a su abuela en el bodega, donde John Amos planea matarlas de hambre. 
En el transcurso de esto, Bart se da cuenta de lo mucho que ama a su madre y a su abuela, a pesar de sus pecados, y él le dice a Christopher donde están las mujeres. Pero antes de que pueda llegar, la casa de al lado se incendia. Bart entra y abre la puerta de la bodega. Corrine da órdenes a Bart desde el exterior, pero su ropa se prende fuego, tan pronto como ella queda fuera. Christopher corre hacia ella y ayuda a apagar las llamas, pero ella muere. John Amos muere en la casa también.

### Epílogo
El epílogo, continuando con Cathy como narradora, describe el perdón emocional de Cathy hacia su madre en el funeral. Cathy y Chris, por el bien de sus tres hijos, se dan cuenta de que no deben permitir nunca que el secreto de su relación sea revelado. Bart parece haberse recuperado de lo peor de su locura pero aún retiene el poder ejercido por su bisabuelo, de quien ahora esta en posición de heredar su fortuna.

## Adaptación fílmica
Si hubiera espinas fue adaptado por la cadena de televisión Lifetime como una película original y se estrenó el 5 de abril de 2015. El elenco incluye a Rachael Carpani, Jason Lewis, Mason Cook, Mackenzie Gray, Jedidiah Goodacre, Emily Tennant. La secuela ¨Semillas del ayer¨ también se ha adaptado al cine.